# 大内伸哉
大内 伸哉（おおうち しんや、1963年 - ）は、日本の法学者。専門は労働法。学位は、博士（法学）（東京大学）。神戸大学大学院法学研究科教授。

## 略歴
- 1963年 - 神戸市生まれ。
- 1995年 - 東京大学大学院法学政治学研究科博士課程修了　博士（法学）（学位論文：「労働条件形成・変更の段階的正当性:労働条件変更法理の再構成」）
- 1996年 - 神戸大学法学部助教授
- 2001年 - 神戸大学大学院法学研究科教授

## 研究テーマ
技術革新と労働政策，労働法。デジタルトランスフォーメーションのもたらす雇用への影響やテレワーク，フリーランスのような新たな働き方の広がりにともなう法政策課題を主として研究している。

## 競争的資金等の研究課題
- 2014 - 2017 雇用流動化政策の下での新たな労働市場法制とセーフティネットの構築
- 2012 - 2016 市場に対する経済的・社会的規制の手法に関する法律学的・経済学的研究
- 2009 - 経済的・社会的規制における市場の機能とその補正をめぐる法律学的・経済学的検討
- 2006 - 高年齢者に対する雇用政策に関する基礎的研究?差別禁止アプローチの限界と克服
- 2006 - 個別的同意に基づく保護規制の拡張および縮小の可能性についての基礎理論的研究
- 2005 - 就労形態の多様化に対応する包括的な労働法制のあり方に関する研究
- 2005 - ヨーロッパ法と各構成国国内法との相互作用

## 公的活動（2016（平成28）年以降）[1]
- 日本労働法学会理事（～2018年10月）
- 日本労使関係研究協会理事（～現在。2016年から常任理事）
- NIRA総合研究開発機構客員研究員（～現在）
- 兵庫県労働委員会公益委員　(2007年8月～現在）
- 経団連経営労働政策特別委員会アドバイザー（2012年度～2018年度）
- 兵庫地方労働審議会委員（2013年10月～2019年9月。2015年12月2日からは会長）
- 厚生労働省「働き方の未来2035懇談会」（2016年1月～7月）
- 総務省「AIネットワーク社会推進会議・影響評価分科会」（2016年10月～現在）
- 内閣府「人工知能と人間社会に関する懇談会」（2016年5月～2017年3月）
- 厚生労働省「働き方に関する政策決定プロセス有識者会議」（2016年7月～2017年3月）
- 中小企業庁「兼業・副業を通じた創業・新事業創出に関する研究会」（2016年11月～2017年3月）
- 厚生労働省「多様な選考・採用機会の拡大に向けた検討会」（2017年8月～2018年3月）
- 経産省「ウェアラブルなどを活用した働き方改革における健康確保に係る委員会」の委員（2017年12月～2018年3月）
- ナースセンターの将来構想に関する検討委員会委員（2019年度）

## 著書
- 『労働条件変更法理の再構成』（有斐閣　1999年）
- 『労働法実務講義』（日本法令　2002年 第二版 2005年）
- 『解雇法制を考える』（共編著、勁草書房 初版2002年、増補版2004年）
- 『イタリアの労働と法 伝統と改革のハーモニー』（日本労働研究機構、2003年）
- 『就業規則からみた労働法』（日本法令、初版2004年、第2版2008年）
- 『ケースブック労働法』（共著、弘文堂 2005年 第5版 2009年）
- 『望ましい就業規則 実務と理論をふまえたモデル規定』（共著、社会経済生産性本部・生産性労働情報センター、初版2005年 改訂版2008年）
- 『労働者代表法制に関する研究』（有斐閣　2007年）
- 『どこまでやったらクビになるか サラリーマンのための労働法入門』（新潮新書　2007年）
- 『雇用社会の25の疑問 労働法再入門』（弘文堂、初版2007年、第2版2010年）
- 『君たちが働き始める前に知っておいてほしいこと』（初版 日本労務研究会 2008年、改訂 労働調査会出版局 2011年）
- 『労働法学習帳』（弘文堂、初版2008年、第2版2010年）
- 『働く人をとりまく法律入門』（編著、ミネルヴァ書房、2009年）
- 『キーワードから見た労働法』（日本法令、2009年）
- 『雇用はなぜ壊れたのか 会社の論理vs.労働者の論理』（ちくま新書 2009年）
- 『最新重要判例200労働法』（弘文堂　初版2009年、第2版2011年）
- 『誰のためのテレワーク?―近未来社会の働き方と法』（明石書店 2021年5月）
- 『労働法で企業に革新を』（商事法務 2021年5月）
- 『人事労働法―いかにして法の理念を企業に浸透させるか』（弘文堂 2021年4月）
- 『デジタル変革後の「労働」と「法」―真の働き方改革とは何か？』（日本法令 2020年7月）
- 『労働法で人事に新風を』（商事法務 2016年1月）